# II. třída okresu Příbram
II. třída okresu Příbram (Okresní přebor II. třídy) patří společně s ostatními druhými třídami mezi osmé nejvyšší fotbalové soutěže v Česku. Je řízena Okresním fotbalovým svazem Příbram. Hraje se každý rok od léta do jara se zimní přestávkou. Účastní se ji 14 týmů z okresu Příbram, každý s každým hraje jednou na domácím hřišti a jednou na hřišti soupeře. Celkem se tedy hraje 26 kol. Vítězem se stává tým s nejvyšším počtem bodů v tabulce a postupuje do I.B třídy Středočeského kraje - skupiny A. Poslední dva týmy sestupují do III. třídy okresu Příbram. Do II. třídy vždy postupuje vítězný tým z každé ze dvou skupin III. třídy (skupiny A a B).

## Vítězové
| Ročník    | Vítězný tým                 |
| --------- | --------------------------- |
| 2003/2004 | MFK Dobříš „B“              |
| 2004/2005 | TJ Sokol Nečín              |
| 2005/2006 | SK Spartak Příbram „B“      |
| 2006/2007 | TJ Tatran Sedlčany „B“      |
| 2007/2008 | SK Spartak Příbram „B“      |
| 2008/2009 | TJ Vltavan Borotice         |
| 2009/2010 | TJ Sokol Jesenice           |
| 2010/2011 | TJ Spartak Rožmitál         |
| 2011/2012 | MFK Dobříš „B“              |
| 2012/2013 | SK Jince 1921               |
| 2013/2014 | TJ Sokol Daleké Dušníky     |
| 2014/2015 | TJ Tatran Sedlčany „B“      |
| 2015/2016 | TJ Spartak Rožmitál         |
| 2016/2017 | TJ Sokol Nová Ves pod Pleší |
| 2017/2018 | TJ Sokol Milín - Ligmet     |
| 2018/2019 |                             |